# 디바이 모형
응집물질물리학에서 디바이 모형(Debye model)은 결정의 비열을 포논을 사용하여 다루는 모형이다.

## 역사
피터 디바이가 1912년에 발표하였다.

## 전개
부피가 {\displaystyle V}이고, {\displaystyle N}개의 입자로 이루어져 있는 결정을 생각하자. 결정 속 포논이 다음과 같은 선형 분산 관계를 가진다고 하자.
{\displaystyle E=\hbar v\|\mathbf {k} \|}.
여기서 {\displaystyle \hbar }는 디랙 상수, {\displaystyle v}는 결정 속 음속, {\displaystyle \mathbf {k} }는 포논의 파수 벡터이다. (물론 실제 포논의 분산 관계는 비선형이지만, {\displaystyle E}가 매우 작은 경우에는 분산 관계를 대략 선형으로 간주할 수 있다.)
결정의 크기가 {\displaystyle {\sqrt[{3}]{V}}}이므로, 정상파 파수는 다음과 같다.
{\displaystyle k_{i}=\pi n_{i}/{\sqrt[{3}]{V}}} ({\displaystyle n=1,2,3,4,\dots ,{\sqrt[{3}]{N}}}. {\displaystyle i=1,2,3}).
포논은 보스-아인슈타인 통계를 따르고, 화학 퍼텐셜이 0이다 (즉, 퓨가시티가 1이다). 따라서 포논 기체의 큰 바른틀 분배 함수는 다음과 같다.
{\displaystyle \ln \Xi (\beta )=-\sum _{n_{1}=1}^{\sqrt[{3}]{N}}\sum _{n_{2}=1}^{\sqrt[{3}]{N}}\sum _{n_{3}=1}^{\sqrt[{3}]{N}}3\ln \left(1-\exp(-\beta hv{\sqrt {n_{1}^{2}+n_{2}^{2}+n_{3}^{2}}}/2{\sqrt[{3}]{L}})\right)}.
(여기서 {\displaystyle 3}은 포논의 자유도의 수이다.)
합을 토머스-페르미 근사로 쓰면 같다.
{\displaystyle \ln \Xi (\beta )=-3\int _{0}^{\sqrt[{3}]{N}}\int _{0}^{\sqrt[{3}]{N}}\int _{0}^{\sqrt[{3}]{N}}\ln \left(1-\exp(-\beta hv\|\mathbf {n} \|/2{\sqrt[{3}]{L}})\right))\;d^{3}\mathbf {n} }
{\displaystyle \approx -{\frac {3\pi }{2}}\int _{0}^{\sqrt[{3}]{6N/\pi }}n^{2}\ln \left(1-\exp(-\beta hvn/2{\sqrt[{3}]{L}})\right)\;dn}
{\displaystyle =-9N\int _{0}^{1}x^{2}\ln \left(1-\exp(-x(T_{\text{D}}/T))\right)\;dx}.
여기서
{\displaystyle T_{\text{D}}={\frac {hv}{k}}{\sqrt[{3}]{3N/4\pi V}}}
를 디바이 온도(Debye temperature)라고 하고, 이에 대응하는 주파수
{\displaystyle \nu _{\text{D}}=v{\sqrt[{3}]{3N/4\pi V}}}
를 디바이 주파수(Debye frequency)라고 한다.

### 디바이 결정의 에너지와 열용량

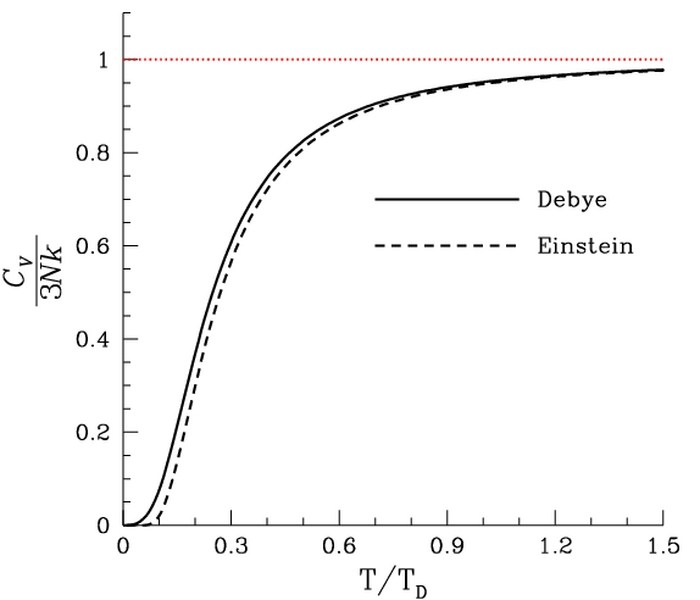
디바이 모형과 아인슈타인 모형이 예측하는 열용량. 실선은 디바이 모형, 점선은 아인슈타인 모형이다. 높은 온도에서는 두 모형 모두 뒬롱-프티 법칙(붉은 점선)에 부합하는 것을 볼 수 있다.

디바이 결정의 에너지는
{\displaystyle E=-{\frac {\partial }{\partial \beta }}\ln \Xi }
{\displaystyle =9NkT_{\text{D}}\int _{0}^{1}{\frac {x^{3}}{\exp(x(T_{\text{D}}/T))-1}}\;dx}
{\displaystyle ={\frac {9NkT^{4}}{T_{\text{D}}^{3}}}\int _{0}^{T_{\text{D}}/T}{\frac {y^{3}}{\exp y-1}}\;dy}
이고, 그 비열용량은
{\displaystyle c={\frac {1}{Nk}}{\frac {dE}{dT}}}
{\displaystyle =9T_{\text{D}}^{2}\int _{0}^{1}{\frac {x^{4}\exp(x(T_{\text{D}}/T))}{T^{2}(\exp(x(T_{\text{D}}/T))-1)^{2}}}\;dx}
{\displaystyle =9(T/T_{\text{D}})^{3}\int _{0}^{T_{\text{D}}/T}{\frac {y^{4}\exp y}{(\exp y-1)^{2}}}\;dy}
이다.

## 같이 보기
- 보스 기체
- 그뤼나이젠 상수